# 南通大学医学院
南通大學醫學院，同时加挂南通大学护理学院牌子，位於江蘇省南通市，是國務院1981年批准的首批具有碩士學位授予權的單位。學院教師中正副教授級300多人，另有兼職正副教授700多人。設有19個本科專業、26個碩士學位授予點和1個聯合培養博士點。學院有省級重點學科1個，省（部）重點實驗室2個，江蘇省醫學重點學科1個，江蘇省臨床重點專科6個。擁有7所附屬醫院，數十所教學醫院，下設1個公有民辦二級學院──杏林學院。學院還編輯出版<南通大學醫學院學報>和<交通醫學>雜志。
南通大學醫學院的前身是南通醫學院（Nantong Medical College，1958年-2004年）。由近代實業家、教育家張謇先生於1912年創建，建立時定名為私立南通醫學專門學校。南通醫學專門學校先後改為私立南通醫科大學(1927年)和南通大學醫科(1928年)。1930年11月私立南通大學改為南通學院醫科。1938年8月南通學院遷至上海，醫科與江蘇省立醫政學院合並建成國立江蘇醫學院。1946年，南通學院院本部遷返南通，同時恢復醫科。1952年全國高等學校院系調整，南通學院醫科改建為公立蘇北醫學院。1956年改名南通醫學院，1957年南通醫學院遷往蘇州，改名蘇州醫學院（現蘇州大學醫學院）。同時在南通建立蘇州醫學院南通分部，1958年又改為南通醫學院。2004年5月18日，經中國國家教育部批准，南通醫學院， 南通師范學院，南通工學院，合併組建南通大學。南通醫學院分為南通大學基礎醫學院和臨床醫學院。2006年9月基礎醫學院和臨床醫學院合併為
南通大學醫學院位於濠河之畔。它東倚文峰公園，北鄰南通博物苑；校園內綠樹成蔭，鳥語花香；6.6公頃的水面，波光粼粼，碧波盪漾；長達1000米的林蔭小道環繞水邊，與白牆紅頂的建築樓群交相輝映，構成了美麗而幽靜的校園環境。